# Menippe mercenaria
Menippe mercenaria är en kräftdjursart som först beskrevs av Thomas Say 1818.  Menippe mercenaria ingår i släktet Menippe och familjen Menippidae. Inga underarter finns listade i Catalogue of Life.

## Bildgalleri

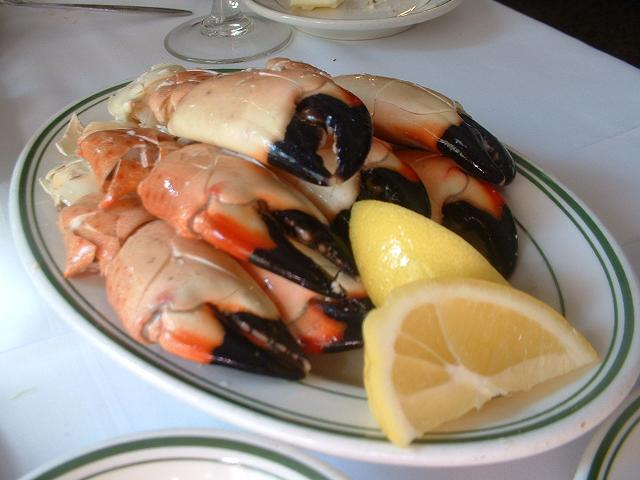